# Убийца (фильм, 1967)
«Убийца» (кит. трад. 大刺客, пиньинь Да цы кэ, англ. The Assassin) — гонконгский фильм 1967 года режиссёра и сценариста Чжан Чэ. В главных ролях Ван Юй и Цзяо Цзяо. Входит в десятку самых кассовых фильмов на языке путунхуа 1968 года.

## Сюжет
Действие этого историко-приключенческого фильма происходит в начале эпохи Чжаньго в Древнем Китае.
Не Чжэн — фехтовальщик из низших слоёв, мечтающий о великой судьбе. Его давний друг и возлюбленная Ся Ин хочет просто жить счастливо вместе. Когда фехтовальщик и член двора Цинь выгнан из школы за плохое поведение, он обвиняет школу в восстании против царства и возвращается с воинами, чтобы уничтожить школу. После резни только Не Чжэну и его другу Ду По удаётся сбежать.
Не разыскав Ся Ин, Не Чжэн с сестрой и матерью бежит в соседнее царство и устраивается работать мясником. Ду По становится учителем по фехтованию для сына чиновника Яня Чжунцзы из царства Хань. Ду По в итоге убит, защищая Яня от убийц, нанятых премьером Хань Куем, чтобы избавиться от чиновника по политическим причинам. Услышав о мастерстве Не Чжэна, Янь отправляется на поиски в надежде убедить Не Чжэна убить премьера, чтобы отомстить за смерть своего сына и избавить царство от тирана.

## В ролях
- Ван Юй — Не Чжэн
- Цзяо Цзяо — Ся Ин
- Ли Сянцзюнь — Не Жун
- Чжао Синьянь — наложница Чжао
- Хуан Цзунсюнь — премьер Хань Куй
- Тянь Фэн — Янь Чжунцзы
- Чжан Пэйшань[кит.] — Сюй Ши
- Чжэн Лэй — Ду По
- Линь Цзин — мать Чжэна
- Фан Мянь[кит.] — учитель У Цзи
- Цзинь Тун[англ.] — император
- Ван Гуанъюй — Си Юань
- Ву Тхун — дядя Сюй Ши
- Вон Чхинхо — отец Ин
- Ма Ин — генерал Лу Пэнь
- Лю Ган[кит.] — Ян Цзянь
- Ю Лун — Чжан
- Яу Юкмин — ученик У Цзи

## Съёмочная группа
- Компания: Shaw Brothers
- Исполнительный продюсер: Шао Ифу
- Режиссёр: Чжан Чэ
- Сценарист: Чжан Чэ
- Ассистент режиссёра: Хуан Юаньшэн, Сюн Тинъу
- Постановка боевых сцен: Тан Цзя[кит.], Лю Цзялян
- Художник: Чэнь Цижуй
- Редактор: Цзян Синлун
- Грим: Фан Юань
- Оператор: Куан Ханьло, Жуань Цэнсань
- Композитор: Ван Цзюжэнь